# Vieiros (periódico)
Vieiros fue un periódico en línea, editado íntegramente en gallego. Su línea informativa respaldaba ideológicamente a la izquierda y al nacionalismo gallego.

## Historia
Su primera edición tuvo lugar el 24 de febrero de 1996, fecha que coincidía con el aniversario del nacimiento de Rosalía de Castro y de la primera emisión de la Radio Galega. Fue el primer sitio privado en emplear la lengua gallega en la red.
Dejó de editarse el 24 de julio de 2010, fundamentalmente por problemas económicos.
Su director durante la última etapa fue Ramón Vilar Landeira y su editor Lois Rodríguez. Entre sus colaboradores habituales se encontraban Xabier Cordal, Rafael Cuíña, Camilo Nogueira Román, Marcelino Fernández Mallo, José Luís Sucasas, Eduardo Rego y Dani Álvarez.